# Anosia alcippus
Anosia alcippus är en fjärilsart som beskrevs av Pieter Cramer 1777. Anosia alcippus ingår i släktet Anosia och familjen praktfjärilar. Inga underarter finns listade i Catalogue of Life.